# اچ‌دی ۱۵۵۰۳۵
اچ‌دی ۱۵۵۰۳۵ یک ستاره است که در صورت فلکی آتشدان قرار دارد.